# Історія пошти і поштових марок островів Піткерн
В історії пошти та поштових марок островів Піткерн, керованих британським верховним комісаром у Новій Зеландії, можна виділити три періоди: ранній «безмарочних» період, період обертання поштових марок Нової Зеландії і період випуску власних поштових марок .
Адміністративно острови Піткерн перебували в 1898—1952 роках під юрисдикцією верховного комісара Британських Західно-Тихоокеанських Територій, до 1970 року і підпорядковувалися губернатору Королівства Фіджі, а з 1971 року перейшли під управління верховного комісара в Новій Зеландії .

## «Безмарочних» період
Історія пошти на острові Піткерн, в єдиному населеному з п'яти островів, починається з другої половини XIX століття, коли на вихідних поштових відправленнях вручну ставилося штемпель з текстом: Posted on Pitcairn Island: no stamps available ("Відправлено на острові Піткерн: поштових марок в наявності немає ") . Відправники оплачували доставку відправлень тільки готівкою. .
Кореспонденцію перевозили судна ; в подальшому в інших портах (нерідко в Сан-Франциско) на неї кріпили поштові марки, які там же гасилися поштовими штемпелями . Однак дана практика була припинена в 1926 році після повідомлень про те, що пасажири судів додають власні поштові відправлення в «безмарочних» пошту, призначену тільки для жителів Піткерн .

## Випуски Нової Зеландії
У червні 1927 у Піткерні був започаткований поштовий орган для продажу поштових марок Нової Зеландії. Марки Нової Зеландії перебували на острові в зверненні з 1927 по 1940 рік .

## сучасність
Перший власний випуск з восьми поштових марок Піткерн з оригінальними малюнками був зроблений 15 жовтня 1940 року . На марках були написи на англійській мові : «Pitcairn Islands» («Острови Піткерн»), «Postage & Revenue» (" Поштовий і гербовий збір "). У 1946 році з'явилися перші пам'ятні марки Піткерн. Перший поштовий блок був випущений в 1974 році .

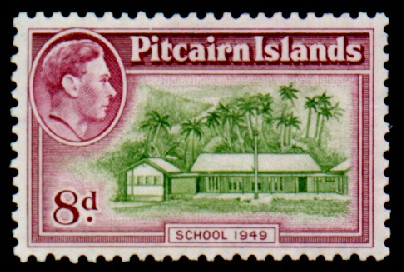
Школа (побудована в 1949 році) на марці 1951 року з першої стандартної серия почтовых марок островів Піткерн

Що базується в Новій Зеландії філателістична бюро островів Піткерн (Pitcairn Islands Philatelic Bureau) координує в даний час програму випуску поштових марок цієї території . В рамках цієї програми щорічно емітується до шести комеморативний марок, а нові стандартні марки випускаються в середньому з періодичністю один раз в п'ять років . Продаж філателістичних випусків служить джерелом доходів цієї території .
На острові Піткерн, чисельність населення якого коливалася в 1976—2008 роках від 40 до 74 осіб, є власне поштове відділення . Першим поштмейстером острова був Рой Кларк Roy Clark Станом на 2008 рік, поштмейстером острова був нащадок Флетчера Крістіана Денніс Рей Крістіан Dennis Ray Christian рід. 1955) . У 2004 році він виявився причетним до гучного скандалу і судового розгляду в зв'язку з педофілією і насильством з боку декількох чоловіків острова відносно малолітніх дівчаток і дівчат-підлітків, які мали місце на Піткерн протягом багатьох десятиліть . Слід зазначити, що в 1979 році, коли зазначені злочини вже відбувалися, виходила серія марок Піткерн, присвячена Різдву та Міжнародному року дітей і відображені малюнки дітей на тему різдвяних приготувань на острові(Sc #188—191) .

## Люди на марках Піткерн

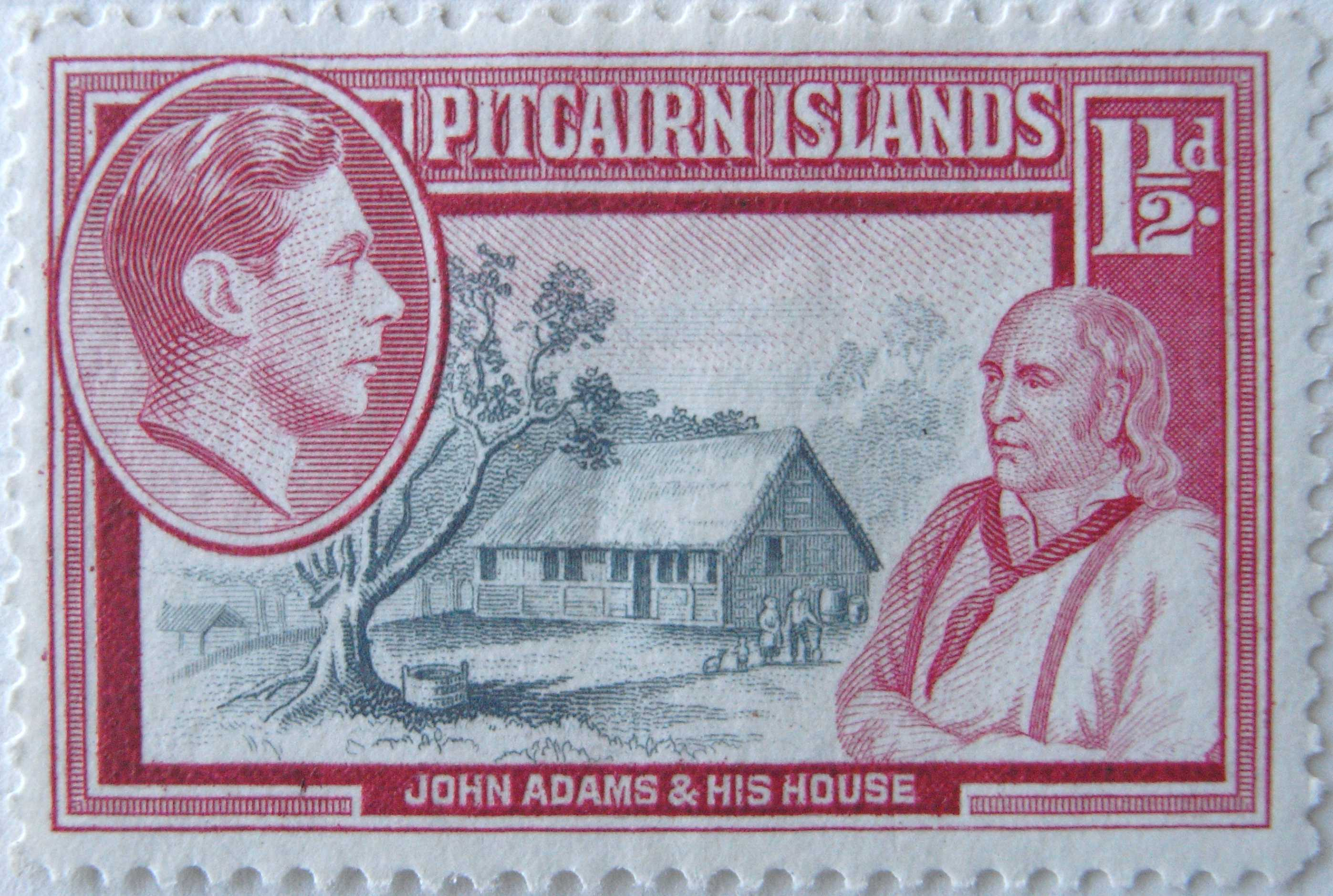
Мятежник Джон Адамс на марці 1940 року з першої стандартної серия почтовых марок островів Піткерн

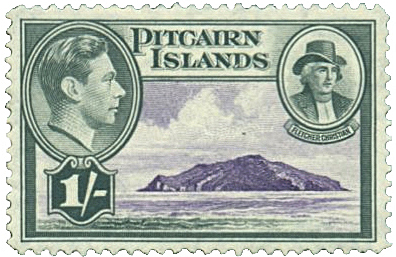
Флетчер Крістіан, засновник колонії на острові Піткерн, на марці 1940 року

Нижче вказана частина списку відомих особистостей, які присутні на поштових марках Піткерна. Вони перераховані в алфавітному порядку (в дужках вказані імена англійською — курсивом і рік випуску присвяченій даній персоні марки) :
- Джон Адамс, бунтівник; 1940).
- Томас Адамс, музикант (Thomas Adams[en] ; 1969).
- Анна, принцеса Великої Британії (Princess Anne; 1973).
- Вільям Блай, капітан (William Bligh; 1940).
- Джордж Вашингтон (George Washington; 1976).
- Георг VI (George VI of the United Kingdom; 1940).
- Діана, принцеса Уельська (Diana, Princess of Wales; 1981).
- Королева Єлизавета (Queen Elizabeth, the Queen Mother; 1949).
- Єлизавета II (Elizabeth II of the United Kingdom; 1952).
- Флетчер Крістіан (Fletcher Christian; 1940).
- Сара, герцогиня Йоркська (Sarah, Duchess of York; 1986).
- Пітер Скотт (Peter Scott; 1992).
- Софі, графиня Уессекська (Sophie, Countess of Wessex ; 1999).
- Кріс Стюарт (Chris Stewart[en] ; 2009).
- Джон Тей (John I. Tay; 1986).
- Філіп, герцог Единбурзький (Prince Philip, Duke of Edinburgh; 1971).
- Чарльз (Charles, Prince of Wales; 1981).
- Уїнстон Черчілль (Winston Churchill; 1974).
- Едвард, граф Уессекський (Prince Edward, Earl of Wessex; 1999).
- Ендрю, герцог Йоркський (Prince Andrew, Duke of York; 1986).
- Саймон Янг, магістрат (Simon Young[en] ; 1961).

## посилання
- Новосёлов В. А. (14 січня 2009). Острова Питкерн. Филателистическая география: Австралия и Океания. Мир м@рок; Союз филателистов России[ru]. Архів оригіналу за 4 березня 2016. Процитовано 7 квітня 2010.
- Pitcairn Island Products (англ.). Pitcairn Islands Office. Архів оригіналу за 22 квітня 2012. Процитовано 13 квітня 2010.
- Home Page (англ.). Pitcairn Islands Philatelic Bureau. Архів оригіналу за 22 квітня 2012. Процитовано 7 квітня 2010.
- Home (англ.). Pitcairn Islands Study Group. Архів оригіналу за 22 квітня 2012. Процитовано 7 квітня 2010.
- Rossiter, Stuart. Pitcairn Island. Stamp Atlas (англ.). Sandafayre Stamp Auctions. Архів оригіналу за 22 квітня 2012. Процитовано 7 квітня 2010.
- Pitcairn Islands. Country List (англ.). All World Stamps Catalogue sponsored by Stanley Gibbons[en]. Архів оригіналу за 22 квітня 2012. Процитовано 7 квітня 2010.
- Pitcairn. Stanley Gibbons Shop (англ.). Stanley Gibbons Ltd[en]. Архів оригіналу за 22 квітня 2012. Процитовано 9 квітня 2010.
- Pitcairn Islands. A—Z of postal authorities. Encyclopaedia of Postal History (англ.). Stampsite: The Encyclopaedia of Postal Authorities. Архів оригіналу за 14 серпня 2007. Процитовано 7 квітня 2010.